# Мельник, Владимир Иванович
Влади́мир Ива́нович Ме́льник (род. 3 января 1963 года в Винницкой области Украинской ССР) — российский шахтёр и политик. Герой Труда Российской Федерации (1.05.2013). Депутат Государственной думы Федерального Собрания Российской Федерации VII созыва. Член фракции «Единая Россия», член комитета Госдумы по труду, социальной политике и делам ветеранов с 5 октября 2016 года.

## Биография
Владимир Мельник родился 3 января 1963 года. После окончания средней школы работал слесарем, горнорабочим, затем машинистом горных выемочных машин. Более 28 лет отдал горнодобывающей промышленности. О том, почему стал шахтёром, он впоследствии говорил:

Когда молодой был, романтики искал, наверное. Профессия шахтёра и опасная, и ответственная, и почётная. — Интервью с Владимиром Мельником для Русской службы новостей
С 2003 года он трудится на шахте «Котинская» в Кемеровской области, где вместе со своей бригадой поставил несколько рекордов по добыче угля. В апреле 2006 года его бригада за месяц добыла 470 тысяч тонн, а по итогам года — впервые в истории отрасли — выдала из одного забоя более 4 миллионов тонн угля.
В 2007 году коллектив Мельника также установил два российских рекорда угледобычи: месячный — 522 тысячи тонн, и годовой — почти 4 с половиной миллиона тонн. Первый рекорд был побит той же бригадой спустя три года, а последний не побит до сих пор.
Также Владимир Мельник активно занимается общественной деятельностью, является депутатом Киселёвского городского совета Народных депутатов.
1 мая 2013 года, указом Президента России, Владимиру Мельнику присвоено звание Героя Труда Российской Федерации. На церемонии награждения, прошедшей в Константиновском дворце Санкт-Петербурга, Владимир Путин сказал о Мельнике следующее:

Настоящими героями, сильными мужественными людьми всегда славились шахтёры, наш шахтёрский край Кузбасс. И среди них Владимир Иванович Мельник, бригадир шахты «Котинская». Его бригада поставила рекорд добычи, который пока никому не удалось превзойти.— Пресс-служба Президента России
В ответном слове Владимир Иванович отметил, что считает эту награду коллективной:

Я не считаю, что это лично моя награда. Я работаю в шахте. У нас коллективный труд. Это награда всей бригады, а, может быть, и всех шахтёров Кузбасса.— Интервью с Владимиром Мельником для Русской службы новостей
Герой Труда Мельник уверен, что это звание повысит престиж шахтёрской профессии:

Такая награда очень нужна. Я знаком со многими Героями Социалистического Труда. На их рекордах и подвигах мы учились работать, не жалеть себя на работе. Должна быть моральная мотивация. Эта награда повысит престиж шахтёрской профессии.— Интервью с Владимиром Мельником для Русской службы новостей
18 сентября 2016 года избран депутатом Госдумы. Занял первое место (56 %) на отборе ЕР Кемеровской области по региональному списку.

## Законотворческая деятельность
С 2016 по 2019 год, в течение исполнения полномочий депутата Государственной Думы VII созыва, выступил соавтором 21 законодательной инициативы и поправки к проектам федеральных законов.

## Награды
- Герой Труда Российской Федерации[9]
- Герой Кузбасса
- Медаль «За служение Кузбассу»
- Медаль «За особый вклад в развитие Кузбасса» II и III степеней.
- Звание «Заслуженный шахтёр Кузбасса»
- памятные медали
- Благодарность Правительства Российской Федерации (16 декабря 2019 года) — за большой вклад в развитие российского парламентаризма и активную законотворческую деятельность[10]